# Plaques de matrícula de la Samoa Nord-americana
Les Plaques de matrícula de la Samoa Nord-americana es componen des del 2011 d'un sistema de combinació numèric format per quatre xifres (ex. 1234). Els caràcters són de color negre sobre una imatge gràfica reflectant formada per una escena de panoràmica de Fatu Rock, un illot de la costa samoana. El nom del territori, "AMERICAN SAMOA", apareix centrat a la part inferior en color negre,  l'eslògan "MOTU O FIAFIAGA" centrat a dalt i la silueta d'una palmera a la dreta de la combinació.

## Història
El territori no incorporat de la Samoa Nord-americana va exigir per primera vegada que els seus residents registressin els seus vehicles de motor i mostressin matrícules el 1924.

### Models de 1927 fins 1969
| Imatge | Data d'expedició | Disseny | Lema                                        | Combinació utilitzada | Notes                              |
| ------ | ---------------- | --- | ------------------------------------------- | --------------------- | ---------------------------------- |
|        | 1927             | Caràcters en negre sobre fons blanc. "A.S." a l'esquerra i "1927" en vertical a la dreta.                                                   | Sense lema                                  | 12                    | Plaques de mida 5" x 13 1/2".      |
|        | 1945             | Caràcters en blanc sobre fons blau marí. "AMERICAN SAMOA" centrat a baix i "45" a la dreta de la combinació.                                | Sense lema                                  | 12-45                 |                                    |
|        | 1946             | Caràcters en blanc sobre fons verd fosc. "AMERICAN SAMOA" centrat a baix i "46" a la dreta de la combinació.                                | Sense lema                                  | 12-46                 |                                    |
|        | 1947             | Caràcters en blanc sobre fons vermell. | Sense lema                                  | 12-47                 |                                    |
|        | 1948             | Caràcters en blau sobre fons groc. | Sense lema                                  | 12-48                 |                                    |
|        | 1949             | Caràcters en negre sobre fons blanc. | Sense lema                                  | 12-49                 |                                    |
|        | 1950             | Caràcters en blanc sobre fons blau. | Sense lema                                  | 12-50                 |                                    |
|        | 1951             | Caràcters en carabassa sobre fons blau marí.                                                                                                | Sense lema                                  | 12-51                 |                                    |
|        | 1952             | Caràcters en negre sobre fons groc. | Sense lema                                  | 123                   |                                    |
|        | 1954             | Caràcters en blanc sobre fons blau marí. | Sense lema                                  | 123                   | Canvi de mides a 6 1/2" x 12 1/2". |
|        | 1955             | Caràcters en blanc sobre fons vermell. | Sense lema                                  | 123                   |                                    |
|        | 1956             | Caràcters en blau sobre fons blanc. | Sense lema                                  | 123                   |                                    |
|        | 1957             | Caràcters en blanc sobre fons negre. | Sense lema                                  | 123                   |                                    |
|        | 1958             | Caràcters en blanc sobre fons vermell. | Sense lema                                  | 123                   |                                    |
|        | 1959             | Caràcters en vermell sobre fons groc. | Sense lema                                  | 123                   |                                    |
|        | 1960             | Caràcters en blanc sobre fons verd fosc. | Sense lema                                  | 123                   |                                    |
|        | 1961             | Caràcters en blanc sobre fons carabassa. | Sense lema                                  | 123                   |                                    |
|        | 1962             | Caràcters en negre sobre fons blanc. "AMERICAN SAMOA" centrat a baix, "19" i "62" a dalt.                                                   | Sense lema                                  | 123                   |                                    |
|        | 1963             | Caràcters en verd oliva sobre fons blanc.                                                                                                   | Sense lema                                  | 123                   |                                    |
|        | 1964             | Caràcters en blanc sobre fons verd fosc. | Sense lema                                  | 123                   |                                    |
|        | 1965             | Caràcters en blanc sobre fons vermell. | Sense lema                                  | 123                   |                                    |
|        | 1966             | Caràcters en blanc sobre fons blau marí. "AMERICAN SAMOA" centrat a baix, "19" i "66" a dalt.                                               | Sense lema                                  | 123                   |                                    |
|        | 1967             | Caràcters en blanc sobre fons verd fosc. | "PAGO PAGO MOTU O FIAFIAGA" centrat a baix. | 123                   |                                    |
|        | 1968             | Caràcters en verd sobre fons blanc. | "PAGO PAGO MOTU O FIAFIAGA" centrat a baix. | 1234                  |                                    |
|        | 1969             | Caràcters en negre sobre fons groc. A dalt "AMERICAN SAMOA" centrat, "19" i "69" a cada extrem i una palmera a l'esquerra de la combinació. | "PAGO PAGO MOTU O FIAFIAGA" centrat a baix. | 1234                  |                                    |

### Models de 1970 fins avui dia
El 1956, el Canadà i els Estats Units d'Amèrica van arribar a un acord amb l'Associació Americana d'Administradors de Vehicles de Motor, l'Associació de Fabricants d'Automòbils i el Consell Nacional de Seguretat en que es concretava una mida única de les plaques de vehicles de passatgers a 150 mm per 300 mm (6 per 12 polzades), amb forats per poder-les muntar espaiats 180 mm (7 polzades), tot i que les dimensions o poden variar lleugerament segons la jurisdicció. A Samoa la placa de 1977 va ser la primera a complir aquests estàndards.
| Imatge                                                      | Data d'expedició | Disseny | Lema                                        | Combinació utilitzada | Notes                                                                      |
| ----------------------------------------------------------- | ---------------- | --- | ------------------------------------------- | --------------------- | -------------------------------------------------------------------------- |
|                                                             | 1970-72          | Caràcters en blanc sobre fons blau marí. "AMERICAN SAMOA" centrat a dalt i palmera a l'esquerra.                                           | "PAGO PAGO MOTU O FIAFIAGA" centrat a baix. | 1234                  |                                                                            |
|                                                             | 1973             | Caràcters en vermell sobre fons blanc. "AMERICAN SAMOA" centrat a dalt i palmera a l'esquerra.                                             | "PAGO PAGO MOTU O FIAFIAGA" centrat a baix. | 1234                  |                                                                            |
|                                                             | 1977-79          | Caràcters en blau sobre fons blanc reflectant. "AMERICAN SAMOA" centrat a baix i palmera a l'esquerra.                                     | "MOTU O FIAFIAGA" centrat a dalt.           | 1234                  | Primera placa amb l'estàndard de mides 6" x 12". Primera placa reflectant. |
|                                                             | 1980-87          | Caràcters en blanc sobre fons turquesa reflectant. "AMERICAN SAMOA" centrat a baix i palmera a l'esquerra.                                 | "MOTU O FIAFIAGA" centrat a dalt.           | 1234                  | Primera placa amb l'estàndard de mides 6" x 12".                           |
|                                                             | 1988-95          | Caràcters en negre sobre fons blanc reflectant. "AMERICAN SAMOA" centrat a baix i palmera a l'esquerra.                                    | "MOTU O FIAFIAGA" centrat a dalt.           | 1234                  |                                                                            |
|                                                             | 1996-98          | Caràcters en negre sobre fons groc reflectant. "AMERICAN SAMOA" centrat a dalt i palmera a l'esquerra.                                     | "MOTU O FIAFIAGA" centrat a dalt.           | 1234                  |                                                                            |
|                                                             | 1999–2010        | Caràcters en blau sobre fons blanc reflectant. "AMERICAN SAMOA" centrat a baix i palmera a l'esquerra.                                     | "CENTENNIAL 2000" centrat a dalt.           | 1234                  | Es produeix un canvi de tipografia.                                        |
|                                                             | 2000             | Caràcters en negre sobre fons groc reflectant. "AMERICAN SAMOA" centrat a dalt i palmera a l'esquerra.                                     | "CENTENNIAL 2000" centrat a dalt.           | 1234                  | Utilitzada pels vehicles governamentals.                                   |
|                                                             | 2010             | Caràcters en blau sobre fons blanc reflectant. "AMERICAN SAMOA" centrat a baix i palmera a l'esquerra.                                     | "MOTU O FIAFIAGA" centrat a dalt.           | 1234                  | Canvi a una tipografia més estreta.                                        |
| No hi ha una imatge amb llicència lliure per aquesta placa. | 2011-avui dia    | Caràcters en negre sobre una imatge gràfica de [Fatu Rock] reflectant. "AMERICAN SAMOA" centrat a baix i silueta d'una palmera a la dreta. | "MOTU O FIAFIAGA" centrat a dalt.           | 1234                  |                                                                            |

## Altres tipus

### Vehicles de lloguer
Els vehicles de lloguer utilitzen el mateix disseny de placa que la resta de vehicles de passatgers però amb una combinació que comença per la lletra R seguida de tres xifres (ex. R123).